# محمد بن حسن البغدادي
محمد بن الحسن بن محمد بن الكريم الكاتب البغدادي (توفي 1239م) هو مؤلف عربي من العصر العباسي لم يصل عنه سوى كتاب من المطبخ العربي القديم؛ هو كتاب الطبيخ. أنهى كتابته بالعشر الأخير من ذي الحجة 623 للهجرة، أي عام 1226م.